# ترجمه آران‌ای

از رمزهای ژنتیکی تا پروتئین

ترجمه یا برگردان آران‌ای فرایندی است که طی آن پیام‌های موجود در توالی نوکلئوتیدهای آران‌ای پیام‌رسان برای ساخت ترادف خطی اسیدهای آمینه استفاده می‌شود. دستگاه مسئول برگردان دارای چهار عضو اصلی است و شامل آران‌ای پیام‌رسان، آران‌ای ناقل، آنزیم آمینواسیل tRNA سنتتاز و ریبوزوم است. ناحیه‌ای از آران‌ای که رمز ساخت پروتئین را به همراه دارد، شامل توالی‌های سه نوکلئوتیدی به نام کدون یا رمزه است. رمزه‌ها در ترتیب قرارگیری آمینو اسیدها نقش عمده‌ای دارند.
توالی قابل خواندن آران‌ای که دارای کد آغاز در ابتدا و کد پایان در انتهاست، قاب خواندن باز نامیده می‌شود.

## برگردان در پیش‌هسته‌ها
برگردان در پیش‌هسته‌ها دارای سه مرحله است:
آغاز:.

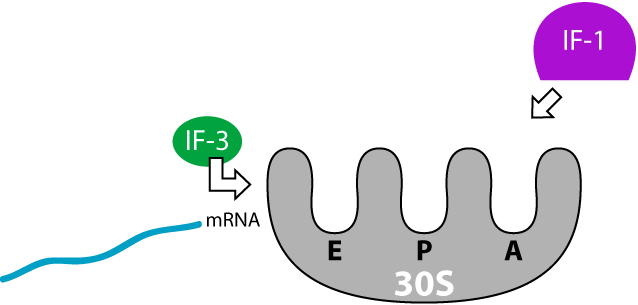
گام آغاز

 در بالادست ناحیه قاب خواندن باز توالی کوتاهی به نام «شاین دالگارنو» وجود دارد که جایگاه اتصال بخش ۱۶S ریبوزوم است. توالی این بخش ریبوزوم به صورت ۳ ۵CCUCCU است و نحوه اتصال به شکلی است که هنگام اتصال زیرواحد بزرگ به هم‌آرا، رمزه آغاز در جایگاه Pریبوزوم قرار گیرد. در این مرحله فاکتورهای برگردان نقش عمده‌ای دارند به طوری‌که IF۱ مانع از اتصال رنای ناقل به ناحیه‌ای از زیرواحد کوچک می‌شود که بخشی از جایگاه A است. IF۲ یک GTPase است و با IF۱ و رنای ناقل آغازگر میان‌کنش می‌دهد و سبب تسهیل اتصال رنای آغازگر و مانع از اتصال سایر رناها به زیرواحد کوچک می‌شود. IF۳ به زیرواحد کوچک متصل می‌شود و مانع از اتصال دوباره آن به زیرواحد بزرگ می‌شود و با اتصال به ریبوزوم ۷۰S، کمک می‌کند تا زیرواحدهای کوچک و بزرگ خود تفکیک شود. با اتصال زیرواحد بزرگ به هم‌آرا، تغییر ساختمانی در زیرواحد کوچک اعمال می‌شود که سبب آزاد شدن IF۳ می‌شود. در غیاب این فاکتور زیرواحد بزرگ می‌تواند به زیرواحد کوچک متصل شود. این امر سبب تجزیه GTP توسط خاصیت GTPase فاکتور IF۲ می‌شود.

ادامه: 

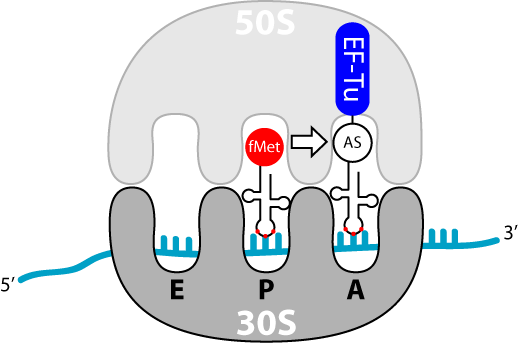
گام ادامه

در این مرحله آمینواسیل tRNAهای صحیح بر اساس رمزه موجود در جایگاه A وارد این جایگاه می‌شوند و سپس پیوند پپتیدی بین این اسید آمینه و اسید آمینه موجود در جایگاه A برقرار می‌شود. دو پروتئین کمکی که فاکتورهای طویل شدن نامیده می‌شوند، این فرایند را کنترل می‌کنند. آمینواسیل tRNA توسط EF-TU به ریبوزوم می‌آید. این فاکتور نیز به GTP متصل است و هر زمان که اسید آمینه در جای مناسب خود قرار گرفت، تجزیه می‌شود. در مرحله جابجایی، ریبوزوم به اندازه یک رمزه به جلو پیش می‌رود. کامل شدن این فرایند نیازمند عمل فاکتور طویل‌سازی دیگری به نام EF-G است. این فاکتور تنها موقعی وصل می‌شود که به GTP متصل باشد. پس از انجام واکنش پپتیدیل ترانسفرازی هیدرولیز این GTP سبب جابجایی رنای موجود در جایگاه A می‌شود. در مجموع این فرایندها باعث می‌شوند تا رنای ناقل موجود در جایگاه A به جایگاه P و نیز به جایگاه E منتقل شود.
پایان:

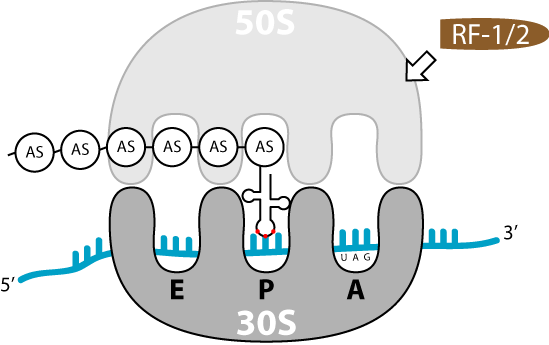
گام پایان

 فاکتورهای رهاسازی در پاسخ به کدون‌های پایان، برگردان را پایان می‌دهند. دو دسته از این فاکتورها وجود دارد. دسته اول، رمزه‌های پایان را شناسایی می‌کنند و موجب هیدرولیز زنجیره پلی‌پپتید از رنای ناقل می‌شوند؛ دو فاکتور RF۱ و RF۲ در این گروه‌اند. آن‌ها به ترتیب UAG و UGA را شناسایی می‌کند. UAA نیز توسط هردو شناسایی می‌شود. دسته دوم فاکتورهای رهاسازی هستند که القاکننده جداشدن فاکتورهای دسته اول خواهند بود. RF۳ در این گروه قرار دارد. این فاکتورها نیز برای عمل نیازمند GTP و هیدرولیز آن هستند.

## برگردان در هوهسته‌ها
برگردان در هوهسته‌ها دارای سه مرحله است:

## آغاز
زیرواحد کوچک پیش از میان‌کنش با کلاهک مولکول رنای پیغام‌بر، به یک رنای آغازگر متصل شده‌است. زیرواحد کوچک در جهت ۵́ به۳́ حرکت می‌کند تا به اولین رمزه آغاز برسد. فاکتورهای eIF۱ و eIF۳ و eIF۵ به جایگاه E و eIF1A به جایگاه A و ورنای دارای اسید آمینه به همراه eIF2-GTP به جایگاه P متصل می‌شوند. از طرفی هم‌آرای eIF4F که شامل سه فاکتور eIFG و eIFA و eIFE است، به ناحیه کلاهک وصل می‌شوند. در این حالت هم‌آرای پیش‌آغازگر ۴۸S ساخته می‌شود. جفت شدن صحیح بازها، ساختار فضایی هم‌آرای را تغییر داده که منجر به تغییر ساختار فضایی eIF۵ می‌شود و eIF۲ را برای هیدرولیز GTP متصل به آن تحریک می‌کند. این فاکتور به همراه eIF۱۳۵ از زیرواحد کوچک جدا می‌شود. از دست‌رفتن eIF۲ امکان اتصال فاکتور eIF5b را فراهم می‌کند. این فاکتور نیز به همراه GTP عمل کرده و همتای IF۲ پیش‌هسته‌ای‌ها است.

## ادامه
این مرحله بسیار شبیه پیش هسته‌ای‌هاست با این تفاوت که به جای فاکتور EF-TU فاکتور eEF۱، و به جای EF-G، فاکتور eEF۲ عمل می‌کند.

## پایان
در هوهسته‌ها نیز همانند پیش‌هسته‌ای‌ها، فاکتورهای رهاسازی در پاسخ به کدون‌های پایان، برگردان را پایان می‌دهند. دو دسته از این فاکتورها وجود دارد. دسته اول رمزه‌های پایان را شناسایی می‌کنند و موجب هیدرولیز زنجیره پلی‌پپتید از رنای ناقل می‌شوند؛ eRF۱ در این گروه است که هر سه رمزه پایان را شناسایی می‌کند. دسته دوم، فاکتورهای رهاسازی هستند که القاکننده جداشدن فاکتورهای دسته اول خواهند بود؛ eRF۳ در این گروه قرار دارد. این فاکتور نیز برای عمل نیازمند GTP و هیدرولیز آن است.

## بازیافت ریبوزوم
پس از آزاد شدن، زنجیرهٔ پلی‌پپتیدی و فاکتورهای رهاسازی ریبوزوم هنوز به رنای پیغام‌بر متصل است و دو رنای داستیله هنوز به رنای پیغام‌بر متصل است. به منظور شرکت این ریبوزوم در دور جدیدی از ساخت پلی‌پپتید، رنای ناقل و رنای پیغام‌بر مذکور باید از ریبوزوم جدا شوند و ریبوزوم باید به زیرواحدهای کوچک و بزرگ تفکیک شود. در مجموع به این رویداد، بازیافت ریبوزوم می‌گویند. در پیش‌هسته‌ای‌ها فاکتور بازیافت ریبوزوم یا RRF پس از آزاد شدن پلی‌پپتید به منظور بازیافت ریبوزوم با EF-G و IF۳ همکاری می‌کند. این فاکتور به جایگاه A خالی در ریبوزوم متصل می‌شود و در این جایگاه، یک رنای ناقل را شبیه‌سازی می‌کند و عمل جداسازی صورت می‌گیرد.